# Perizoma hebrideum
Perizoma hebrideum là một loài bướm đêm trong họ Geometridae.